# Pere Òdena Pujol
Pere Òdena Pujol (Reus, 28 d'abril de 1824 - Barcelona, 29 de gener de 1900) va ser un empresari reusenc.
L'historiador Pere Anguera en fa un petit resum biogràfic. Comerciant ric, va fer importants negocis però també era un home preocupat per la seva ciutat i d'idees progressistes. Va ser un dels fundadors d'El Círcol, juntament amb Francesc Subirà, Victorí Agustí, Oliver Oliva, Plàcid Bassedes, Joaquim Maria Bartrina, Josep Maria Morlius, Jaume Padró, Josep Simó, Jaume Quer, Marià Pons, Josep Joan Sociats, Alexandre Garcia, Joan Grau Company, Josep Maria Morlius, Leopold Suqué, Pere Sirvent i altres. També era un dels principals accionistes del Banc de Reus i va ser president de la seva junta gestora. A la seva fundació va ser president de la companyia "Gas Reusense" i també era membre de la societat que va aconseguir el pas del ferrocarril per la ciutat. És considerat, per la seva capacitat d'iniciativa, un dels que va portar a Reus a ser la segona ciutat de Catalunya. La ciutat de Reus li ha dedicat un carrer